# Schwarzeck (Ramsau)

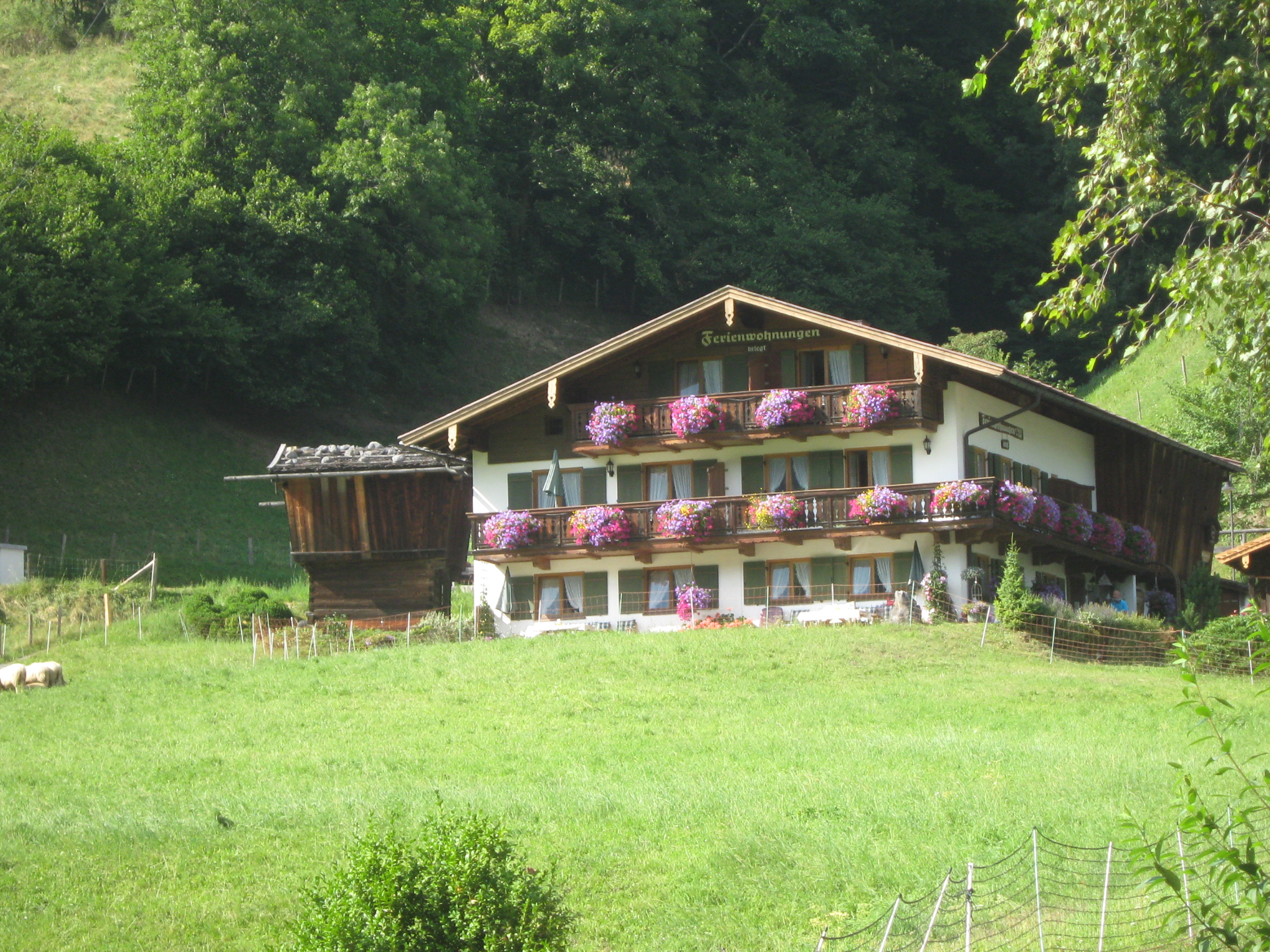
Anwesen Kaspern, früher am Mayrlehen zum Caspar (Gaspern), links (nördlich) oberhalb der Ramsauer Ache, unmittelbar links (westlich) des Kasperngrabens, der hier die Grenze zur Gnotschaft Au darstellt

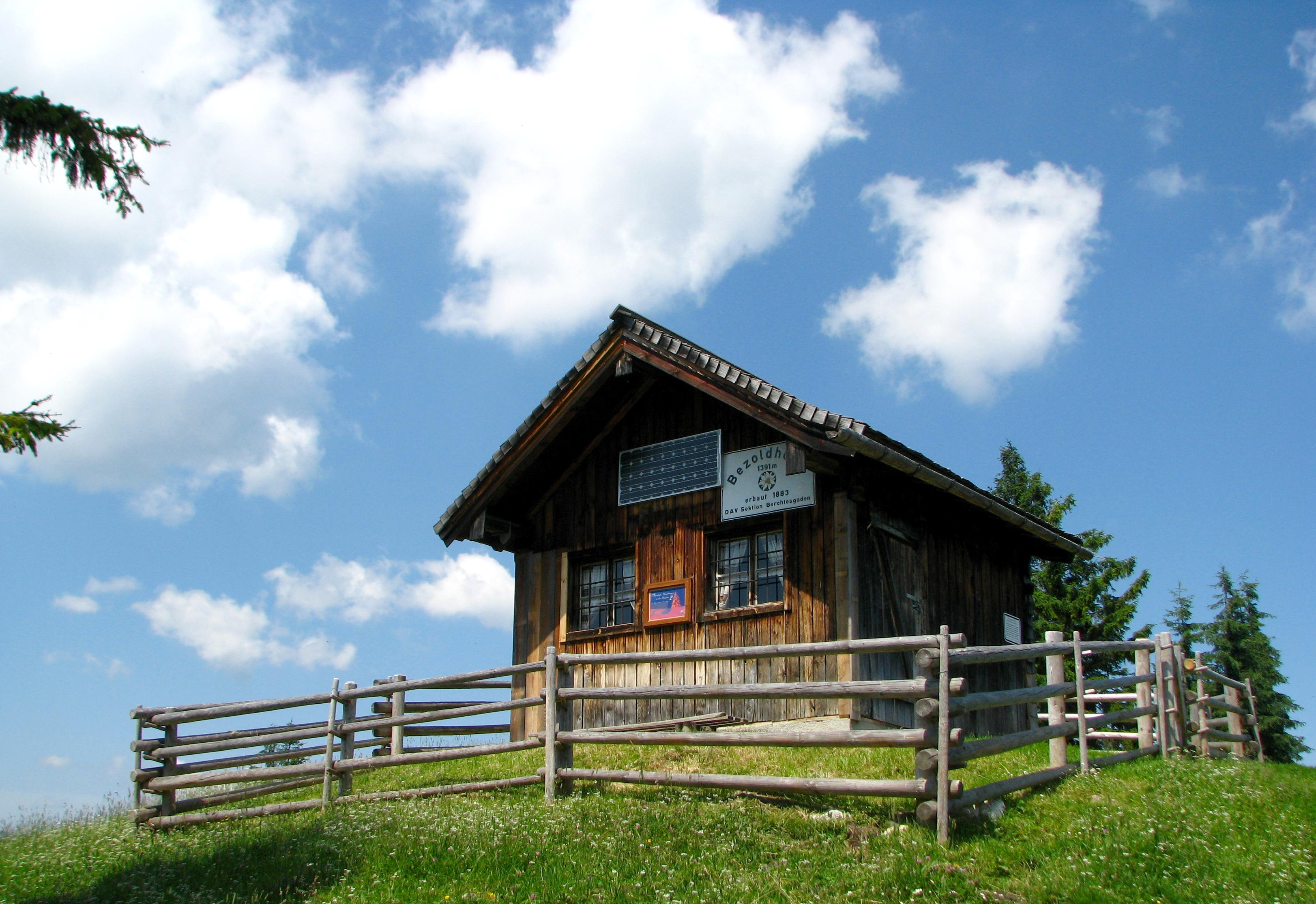
Die Bezoldhütte am Toten Mann ist eines der abgelegensten Gebäude der Gnotschaft Schwarzeck.

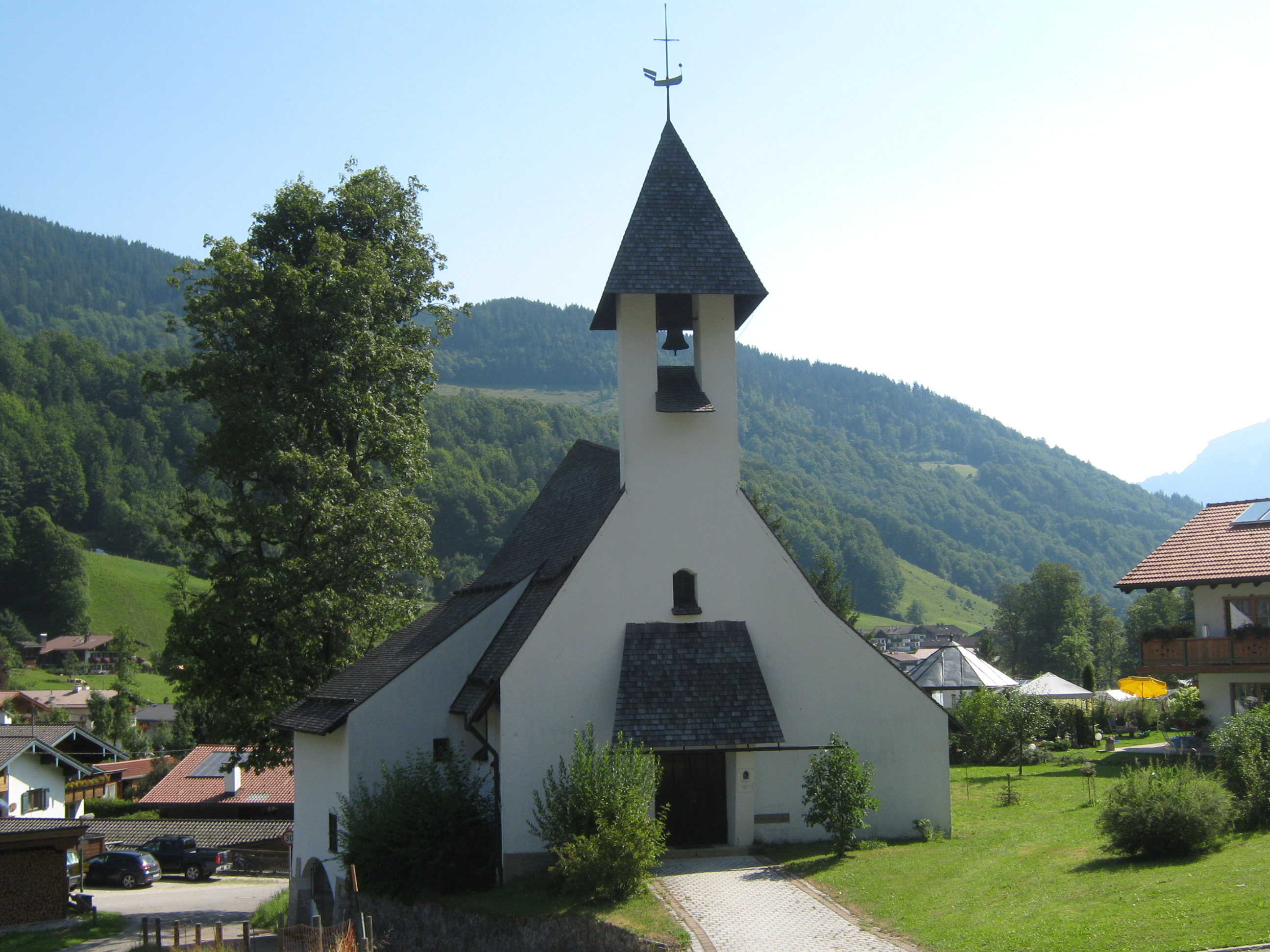
Die evangelische Kirche Zum Guten Hirten gehört ebenfalls zur Gnotschaft Schwarzeck, und zwar zum kleineren Teil rechts (südlich) der Ramsauer Ache.

Schwarzeck ist ein Gemeindeteil bzw. eine Gnotschaft von Ramsau bei Berchtesgaden.

## Lage
Schwarzeck grenzt im Norden an die unbewohnte Gemarkung Bischofswiesener Forst der Gemeinde Bischofswiesen. Im Süden liegt die ebenfalls offiziell unbewohnte Gemarkung Ramsauer Forst, rund 500 Meter südlich der Ramsauer Ache. Im Westen grenzt Schwarzeck an die Gnotschaft Taubensee und im Osten an die Gnotschaft Au.
Die Grenze im Westen bildet der Schwarzeckerbach (nördlich der Ramsauer Ache) sowie der südlich gegenüber in die Ramsauer Ache mündenden Eckau- oder Öfengraben. Nördlich der Quelle des Schwarzeckerbach bildet die Gesengschneid eine natürliche Grenze; die Gnotschaftsgrenze folgt hier dem Gebirgskamm bis zur Gemeindegrenze im Norden. Im Osten bildet der Kaspernbach bis zum Soleleitungsweg die Grenze zur Gnotschaft Au, danach folgt die Grenze ebendiesem Weg Richtung Osten bis zur Gemeindegrenze. Südlich der Ramsauer Ache verläuft die Ostgrenze durch Riesenbichl. Die Gnotschaft Schwarzeck reicht vom Tal bis ins Ramsauer Skigebiet Hochschwarzeck in rund 1040 Meter Seehöhe. Hochschwarzeck weist die höchstgelegenen Anwesen der Gemeinde Ramsau auf, darunter Frohnwies und Schmuck auf einer Höhe von rund 1080 Metern. Die Fluren der Gnotschaft reichen bis zum Toten Mann, der an der Grenze zur Nachbargemeinde Bischofswiesen liegt und 1392 Meter hoch ist.
Ebenso wie die Gnotschaften Au und Taubensee hat Schwarzeck Anteil an dem im Zusammenhang bebauten Innenbereich im Tal der Ramsauer Ache, der informell als Dorf Ramsau oder als Ortszentrum bezeichnet wird, und zwar über eine Länge von rund 330 Metern zwischen den Hausnummern Im Tal 48 und Im Tal 74.

## Geschichte
Vermutlich bereits ab Ende des 14. Jahrhunderts bildete Au zusammen mit Schwarzeck den 1. Gnotschaftsbezirk der „Urgnotschaft“ Ramsau im Berchtesgadener Land, das ab 1380 das Kernland der Reichsprälatur Berchtesgaden und der später eigenständigen, reichsunmittelbaren Fürstpropstei Berchtesgaden (1559–1803) umfasste. Nach drei kurz hintereinander folgenden Herrschaftswechseln wurde 1810 das Berchtesgadener Land mit seinen Gnotschaften dem Königreich Bayern angegliedert und aus Ramsau ab 1812 die Gemeinde Ramsau bei Berchtesgaden mit Au und Schwarzeck als nunmehr zwei voneinander abgegrenzte Gnotschaften. Da Größe und Gliederung der Gemeinde Ramsau bei Berchtesgaden in den 1970ern von der Gebietsreform in Bayern ausgenommen blieben, sind Au und Schwarzeck noch heute Ortsteile bzw. Gnotschaften der Gemeinde Ramsau bei Berchtesgaden.

## Hochschwarzeck
Ende der 1960er Jahre hat der einstige Großindustrielle Willy Schlieker innerhalb des Gnotschaftgebiets den Toten Mann bis zum Gipfel erschließen lassen und auf ihm das Skigebiet „Hochschwarzeck“ angelegt. Nach mehreren Besitzerwechseln wurde das Skigebiet zu einem Bürgerunternehmen, da sich jetzt die meisten Anteile der inzwischen als GmbH & Co. KG geführten Gesellschaft in Form eines „hohen Streubesitzes“ auf zahlreiche Ramsauer Bürger verteilen.
Die „Hochschwarzeck Bergbahn“ umfasst einen Sessellift, zwei Schlepplifte und einen Baby-Lift. Erweitert wird das Angebot durch eine Langlaufloipe, eine Rodelbahn sowie Wanderwege und verschiedene Gastronomie- und Hotelleriebetriebe.